# Zabovci
Zabovci (prekmursko Zabouvci) so naselje v Občini Markovci.